# Philip Erenberg
Philip Erenberg   (Lojeŭ, 16 de març de 1909 - West Hollywood, 2 de febrer de 1992) va ser un gimnasta artístic estatunidenc que va competir durant la dècada de 1930.
Nascut a Bielorússia, a l'Imperi Rus, era jueu. Va arribar als Estats Units cap al 1912 amb tres anys amb la seva família, primer a Chicago i posteriorment a Los Angeles. Va estudiar a la Universitat de Califòrnia a Los Angeles, on es va llicenciar en medicina el 1934.
El 1932 va prendre part en els Jocs Olímpics de Los Angeles, on guanyà la medalla de plata en la prova del llançament de maces del programa de gimnàstica, en quedar rere George Roth.
El 2010 fou inclòs al Southern California Jewish Sports Hall of Fame.